# HMS Belfast (1938)
HMS Belfast (C35) — британский лёгкий крейсер, типа «Таун» (подтип «Белфаст»), один из 10 крейсеров этого типа в составе Королевского военно-морского флота времен Второй мировой войны. Назван в честь Белфаста, столицы Северной Ирландии. Является кораблём-музеем (филиал Имперского военного музея), находясь на постоянной стоянке в центре Лондона на реке Темзе, возле Тауэрского моста.
Строительство «Белфаста», первого корабля, названного в честь столицы Северной Ирландии и одного из десяти крейсеров типа «Таун» началось в декабре 1936 года и был спущен 17 марта 1938 года в День святого Патрика. Введённый в строй в начале августа 1939 года, незадолго до начала Второй Мировой войны, «Белфаст» первоначально был частью британской военно-морской блокады Германии. В ноябре 1939 года корабль подорвался на немецкой мине и, несмотря на опасения, что его отправят на слом, провел более двух лет в капитальном ремонте. Вернулся в строй в ноябре 1942 года с улучшенной огневой мощью, радарным оборудованием и броней. В 1943 году «Белфаст» участвовал в сопровождении арктических конвоев в Советский Союз, а в декабре 1943 года сыграл важную роль в битве при Нордкапе, оказав помощь в уничтожении немецкого линкора «Шарнхорст». В июне 1944 года принимал участие в операции «Оверлорд», поддерживая высадку в Нормандии. В июне 1945 года "Белфаст" был переброшен на Дальний Восток, чтобы присоединиться к британскому Тихоокеанскому флоту, прибывшему незадолго до окончания Второй мировой войны. Крейсер принимал участие в дальнейших боевых действиях в 1950-52 годах во время Корейской войны и подвергся масштабной модернизации в период с 1956 по 1959 год. Затем последовал ряд других командировок за границу, прежде чем в 1963 году он был отправлен в запас.
В 1967 году были предприняты усилия, чтобы предотвратить ожидаемый слом и сохранить его в качестве корабля-музея. Был создан объединенный комитет Имперского военного музея, Национального морского музея и Министерства обороны, который в июне 1968 года сообщил, что сохранение является целесообразным. Однако в 1971 году правительство приняло решение не сохранять судно, что побудило частный фонд HMS Belfast Trust начать кампанию за его сохранение. Усилия фонда увенчались успехом, и правительство передало судно Фонду в июле 1971 года. Доставленный в Лондон, он был пришвартован на реке Темзе возле Тауэрского моста в Лондонском бассейне.
Открытый для публики в октябре 1971 года, «Белфаст» в 1978 году стал филиалом Имперского военного музея. С 1973 года он является домом для морских курсантов Лондон-сити, которые собираются на борту дважды в неделю. Популярный среди туристов, крейсер в 2019 году посетило более 327 000 человек. Являясь филиалом национального музея и частью Национального исторического парка, Белфаст поддерживается Департаментом культуры, средств массовой информации и спорта, а также за счет поступлений от приема посетителей и коммерческой деятельности музея.

## История постройки
В первой половине XX века крейсер стал важным инструментом проведения колониальной политики, служащим как для охраны собственных торговых путей, так и для атаки вражеских коммуникаций, а также для поддержки действий кораблей других классов. Британская империя, будучи колониальной империей, особенно нуждалась в кораблях такого класса.
Лондонское соглашение об ограничении и сокращении морских вооружений, подписанное 22 апреля 1930 года по итогам конференции, проводимой в столице Великобритании установило чёткие параметры крейсеров. Согласно Части III, Статье 15:

Крейсера — это надводные корабли, кроме линейных кораблей и авианосцев, стандартное водоизмещение которых превышает 1850 брутто-регистровых тонн и вооружённых артиллерией калибром свыше 5,1 дюйма (130 мм). Крейсера делятся на два подкласса:
- a) с артиллерией калибром свыше 6,1 дюйма (155 мм)
- b) с артиллерией калибром менее 6,1 дюйма (155 мм)

Статья 16 налагала ограничение как на суммарный тоннаж (146 800 брутто-регистровых тонн) и количество (15) тяжёлых крейсеров Британской империи, так и на суммарный тоннаж (192 200 брутто-регистровых тонн) лёгких крейсеров.

## Конструкция и характеристики

Схема парового котла Адмиралтейского типа лёгкого крейсера HMS Belfast
1. Днище
2. Воздушный коллектор
3. Топливные форсунки
4. Коллектор пароперегревателя
5. Выход перегретого пара (к паровой машине)
6. Выход насыщенного пара в пароперегреватель
7. Коллектор котла
8. Подача воды
9. Трубы котла
10. Трубы пароперегревателя
11. Фундамент

Проектная дальность хода составляла 10 000 морских миль на ходу 16 узлов и 12 200 миль на ходу двенадцать узлов.

## Участие в военных действиях
Во время Второй мировой войны принимал участие в:
- потоплении германского линкора «Шарнхорст».
- Северных конвоях

Кроме того, корабль принимал участие и в войне в Корее.

### Авария в 2011 году
29 ноября 2011 года два рабочих получили незначительные травмы после того, как во время ремонтных работ рухнули леса.

## Награды
- Грамота Верховного главнокомандующего Вооружёнными силами Российской Федерации (19 марта 2010 года) — за мужество и героизм, проявленные экипажем крейсера Королевского Военно-морского флота Соединённого Королевства Великобритании и Северной Ирландии «Белфаст» при защите транспортных конвоев, доставлявших военную помощь Союзу Советских Социалистических Республик в годы Второй мировой войны[4].